# أم الحوية (الرقة)
أم الحوية قرية سورية تتبع ناحية مركز الرقة في منطقة مركز الرقة في محافظة الرقة. بلغ عدد سكانها 336 نسمة في عام 2004 حسب إحصاء المكتب المركزي للإحصاء.